# Jerzy Turowicz (aktor)
Jerzy Turowicz (ur. 1957) – polski aktor.
Absolwent Państwowej Wyższej Szkoły Teatralnej im. Ludwika Solskiego w Krakowie (Wydział Aktorski, 1978).

## Filmografia
- Graczykowie jako dozorca Zygmunt Tępień
- Policjanci jako policjant
- Trędowata jako Jacenty
- Graczykowie, czyli Buła i spóła jako dozorca Zygmunt Tępień
- Chopin. Pragnienie miłości
- Szpital na perypetiach jako konserwator Tępień
- Daleko od noszy jako konserwator Tępień
- Prawo miasta jako Stasio Lichy, szef stadniny